# Einrichtungsgarantie
Als Einrichtungsgarantien bezeichnet man verfassungsunmittelbare Gewährleistungen besonderer Institutionen und Rechtsinstitute und den damit bewirkten Schutz gegen einfachgesetzgeberischen Zugriff. 

## Geschichte
Als Begründer der Lehre von den Einrichtungsgarantien gilt nach hergebrachter Meinung Carl Schmitt. Daran ist falsch, dass wesentliche Grundgedanken der dogmatischen Figur bereits 1924 bei Martin Wolff (FG f. Kahl) ausgebildet waren. Daran ist aber richtig, dass es Schmitt war, der der Lehre zum Durchbruch verhalf, weil er es verstand, sie konsistent in sein System der Verfassungslehre (1928) zu integrieren.  
Ziel Schmitts war es, eine verfassungsrechtliche Handhabe gegen die von der damals herrschenden Auffassung der Staatsrechtslehre angenommene gesetzgeberische Allmacht zu entwickeln, denn anders als nunmehr in Art. 1 Abs. 3 Grundgesetz war der Gesetzgeber unter der Weimarer Reichsverfassung von der Bindung an Grundrechte noch weitestgehend ausgenommen. Hiergegen wendet sich die Lehre von den Einrichtungsgarantien.
Unter dem Grundgesetz wurde zunächst an die durch das Jahr 1933 abgebrochene Auseinandersetzung angeknüpft, gleichwohl waren Akzentverschiebungen unvermeidbar, da mit der nunmehr unstrittigen verfassungsrechtlichen Domestizierung des Gesetzgebers der Hauptzweck erreicht war. Der dogmatische Sinn der Figur ist nicht unumstritten, insbesondere, weil Einrichtungsgarantien in der Tendenz hemmend, bewahrend, Klassisches sichernd wirken und so als „konservatives“ Institut gelten.

## Systematik
Bei den Einrichtungsgarantien können Institutsgarantien und institutionelle Garantien unterschieden werden. Institutionelle Garantien sind verfassungsrechtliche Garantien öffentlich-rechtlicher Rechtsinstitute (z. B. Selbstverwaltung der Universitäten und Gemeinden, Berufsbeamtentum). Diese Rechtsinstitute können also nicht durch den einfachen Gesetzgeber abgeschafft werden. Institutsgarantien schützen dagegen Einrichtungen des Privatrechts (etwa Eigentum, Erbrecht, Ehe, Familie). Der Staat muss das Privatrecht so gestalten, dass diese Institute bestehen können, was im BGB geschehen ist.
Einrichtungsgarantien verbieten dem Gesetzgeber nicht schlechthin die rechtliche Ausgestaltung eines bestimmten Instituts. Sie zwingen ihn lediglich, den „Kern“, das „Wesen“ der Einrichtung unangetastet zu lassen. Eine zeitgemäße Ausgestaltung der Akzidentalien ist ihm hingegen geradezu aufgegeben. So muss etwa das Institut der Ehe (Art. 6 GG) zwingend als prinzipiell auf Lebenszeit angelegte Beziehung zwischen zwei Partnern gewährleistet sein. Die Gestaltung im Einzelnen (besondere Rechte und Pflichten, Unterhalt, Scheidungsfolgen usw.) legt dagegen das einfache Gesetz fest. Besonders deutlich ist diese Unterscheidung für die Institutsgarantie des Eigentums. Inhalt und Schranken des Eigentums ergeben sich aus dem Gesetz, unverfügbar ist hingegen die prinzipielle Zuordnung von Vermögensgegenständen als solchen zu einer Person und deren grundsätzliche Befugnis, sie zum eigenen Wohle zu nutzen (Privatnützigkeit).

## Einrichtungsgarantien im Grundgesetz
Wiewohl das Grundgesetz den Begriff der Einrichtungsgarantien nicht kennt (anders z. B. die Verfassung des Landes Sachsen-Anhalt, 2. Hauptteil, 2. Abschnitt), werden doch eine Reihe von Bestimmungen traditionell als Einrichtungsgarantien verstanden:
- freie Presse[1], Art. 5 GG
- Ehe und Familie[1], Art. 6 GG
- Privatschulen, Art. 7 GG
- Koalitionsfreiheit, Art. 9 GG
- Eigentum und Erbrecht[1], Art. 14 GG
- Parteien, Art. 21 GG (gelegentlich, aber bestritten)
- kommunale Selbstverwaltung, Art. 28 GG
- Berufsbeamtentum[1], Art. 33 GG

Beispiele für institutionelle Garantien:
- Gerichtsbarkeit, Art. 19 Abs. 4 GG
- Berufsbeamtentum, Art. 33 Abs. 5 GG
- kommunale Selbstverwaltung, Art. 28 Abs. 2 GG

Beispiele für Institutsgarantien:
- Ehe, Art. 6 Abs. 1 GG
- Privatschulen, Art. 7 Abs. 4 GG
- Eigentum und Erbrecht, Art. 14 Abs. 1 GG

## Ausblick
Da die dogmatische Figur der Einrichtungsgarantie sich kaum abstrakt von ihrem verfassungsgeschichtlichen Ursprung betrachten lässt, haftet ihr in der Tat der Eindruck eines Fossils an. Problematisch in Hinblick auf die Anwendung als verfassungsrechtliche Dogmatik erscheinen insbesondere die zweifelhafte und unpräzise Abgrenzung von Kern und Hülle, von Wesen und Nicht-Wesen. Ein anderer Ansatz für die mit den Einrichtungsgarantien verbundenen Fragestellungen ist das unter dem Grundgesetz sehr differenziert entwickelte Verhältnis von Verfassung und einfachem Recht.